# Мариам Гарикули
Мариа́м Гарикули (груз. მარიამ თათეშვილი), настоящее имя Мария Лукинична Татейшвили (მარიამ ლუკას ასული თათეიშვილი; 20 марта [2 апреля] 1883 года, деревня Патара-Губи, Кутаисская губерния, Российская империя — 9 февраля 1960, Тбилиси, Грузинская ССР, СССР) — грузинская писательница, а также актриса театра и кино.

## Биография
Родилась 20 марта (2 апреля) 1883 года в деревне Патара-Губи. С раннего возраста интересовалась грузинской и русской литературой.
В 1902—1904 годах играла в театре Кутаиси, в 1920—1926 годах — в театре Гори. После ухода из театра взяла псевдоним Гарикули (с груз. — «изгнанница»), который использовала в литературном творчестве и при съёмках в кино.
С 1905 года сотрудничала с различными газетами и журналами: писала рассказы, зарисовки, а также адаптировала для постановки на сцене произведения Ильи Чавчавадзе и Акакия Церетели. Первый её рассказ называется «Жертва жизни». Впоследствии она написала рассказы «В подвале», «Тайна», «Слепой Алекса», «История одной ночи», «Случай», повести «Дона» и «Сквозь грозы», роман «Отражение», а также автобиографическое произведение «Пройденный путь».
С 1927 года снималась в фильмах Тбилисской киностудии. В 1955 году вышел фильм Тенгиза Абуладзе и Резо Чхеидзе «Лурджа Магданы», одну из ролей в котором сыграла Мариам Гарикули.
Умерла 9 февраля 1960 года в Тбилиси. Похоронена в Дидубийском пантеоне.

## Память
Именем Мариам Гарикули названа улица в Тбилиси.